# Burg Beverungen
Die Burg Beverungen ist eine teilweise erhaltene Wasserburg des Bistums Paderborn an der Weser in Beverungen im Kreis Höxter.

## Geschichte
Um 1330 gründete Bischof Bernhard V. von Paderborn zusammen mit Abt Ruprecht von Horhusen von Corvey sowie den Herren von Brakel an dem wichtigen Weserübergang eine Burg. Vor 1348 ließ Bischof Heinrich III. auf der südöstlichen Ringmauer einen von zwei Wohntürmen errichten. 1377 gelangte die Burg vollständig in die Hand der Bischöfe von Paderborn. Zusammen mit anderen Befestigungen gehörte Beverungen zu einer Reihe von Burgen der Bischöfe von Paderborn, mit denen die Bistumsgrenzen gegen die Landgrafen von Hessen und die Herzöge von Braunschweig abgesichert werden sollten.
Im Dreißigjährigen Krieg wurde die Burg durch die Hessen 1632 fast vollständig zerstört, um 1854/55 war sie wieder hergestellt. 1648/69 errichtete der Amtmann Franz Burchard zu Oeynhausen an der Burgmauer einen Fachwerkbau.
Die Landesburg Beverungen blieb bis zur Säkularisation 1802 im Besitz des Hochstifts Paderborn und diente als Pfandobjekt sowie als Amtssitz. 1802/03 kam die Burg an Preußen und wurde durch die preußische Domänendirektion verpachtet. Bereits zu Beginn des 19. Jahrhunderts setzte der Verfall der Anlage ein, die 1806, 1820 und 1860 in Teilen abgetragen wurde. Vollständig verschwunden sind die Ringmauer, der runde Bergfried sowie die eingeebneten Wassergräben. 1860 gelangte sie an die Freiherren von Wolff-Metternich zu Wehrden. 1869 erwarb die Stadt Teile des Burgareals, um dort ein Krankenhaus und ein Amtsgericht zu erbauen. Der geplante Abriss der Burg um 1900 wurde aufgrund einer Intervention des Landeskonservators Albert Ludorff nicht durchgeführt. 1933 wurde die Burg für die SA zu einer Sportschule umgebaut und 1936 beherbergte die Anlage ein Kreisschulungszentrum der NSDAP. Heute befinden sich die erhaltenen Gebäude der Burg in städtischem Besitz. Nach wechselvoller Nutzung beherbergte die Burg ein Museum. Infolge von Sanierungsmaßnahmen wurde das Museum Anfang 2012 geschlossen.
1986 wurde in der Burg ein Stuhlmuseum eingerichtet (seit 2004 in Lauenförde).
Im Jahr 2015 erwarb die Stadt Beverungen das Burggebäude und veräußerte es im Juli 2017 zusammen mit dem benachbarten Rentmeisterhaus wieder in Privatbesitz. Im Rahmen der auf den Verkauf folgenden Sanierung wurden unter anderem ein Restaurant mit Rittersaal und ein Trauzimmer eingerichtet.

## Anlage
Erhalten haben sich ein mächtiger rechteckiger Wohnturm sowie das so genannte Rentmeisterhaus. Seit dem Bau der neuen Weserbrücke 1902 ist das Burggelände durch eine Straße geteilt. Die ehemals umgräftete quadratische Burganlage auf einer Grundfläche von ca. 12 × 20 Meter besteht aus einem fünfgeschossigen, 27 m hohen rechteckigen Wohnturm aus Bruchstein mit einem hohen Sandsteindach und Fachwerk-Giebelausbau mit flachen Stockwerkgesimsbändern. Die Keller sind von zwei Tonnengewölben überspannt. Erd- und Obergeschoss dienten vermutlich Wohn- und Repräsentationszwecken, da sie bis zu 5 m hohe Räume aufweisen. In den oberen Geschossen befanden sich Speicher- bzw. Lagerräume. Die Fassade des Wohnturms ist sehr sparsam gegliedert und weist nur wenige größere Fenster auf.